# 栃木県サッカー選手権大会
栃木県サッカー選手権大会（とちぎけんサッカーせんしゅけんたいかい）は、栃木県で開催されているサッカーのトーナメント大会である。天皇杯 JFA 全日本サッカー選手権大会の栃木県予選を兼ねる。

## 概要
栃木県サッカー協会に登録されているチームのうち、第1種に加盟しているチームが参加資格を有する。
NEZASホールディングスが冠スポンサーについており、2017年までは「栃木トヨタカップ栃木県サッカー選手権大会」、2018年からは「NEZASカップ栃木県サッカー選手権大会」と呼称されている。
2020年度の第25回大会は、新型コロナウイルス感染拡大防止のため開催中止となり、栃木シティFCが栃木県代表として天皇杯に推薦出場した。

## 主催・主管団体
- 主催：公益社団法人栃木県サッカー協会[1]
- 共催：下野新聞社[1]、共同通信社[1]
- 特別協賛　株式会社NEZASホールディングス[1]

## 予選方式
天皇杯の開幕が前倒しとなった2017年から予選方式が変更された。

### 1次予選会
栃木県社会人リーグおよび関東大学リーグNorte所属チームによるトーナメント。複数ブロックに分かれ、各ブロックの優勝チームが決勝トーナメントに進出する場合もある。

### 決勝トーナメント
1次予選会の勝者と以下のシードチームによるトーナメント。
- J3リーグ・JFL・関東リーグ・関東大学リーグに所属する全チーム

### 過去の予選方式
2016年以前の決勝トーナメントへの出場・代表チームは以下の通り。
- 関東リーグ以上のカテゴリ（J3リーグ・JFL・関東リーグ）に所属する全チーム
- 関東大学リーグ所属全チーム
- 栃木県社会人サッカー選手権大会優勝チーム（栃木県社会人リーグ代表）
- 栃木県大学サッカー選手権大会優勝チーム（栃木県大学サッカー連盟代表）

第1種チームのうち、栃木県社会人リーグ代表と栃木県大学サッカー連盟代表以外は決勝トーナメントからの出場となり、それぞれが相当のシード扱いになる。その年次の社会人・学生の関東リーグへの所属チーム数に応じて決勝トーナメントへの出場チーム数も調整される。したがって、シード対象の該当チームが無い場合はシードチームなし（出場枠なし）か、予選直前の成績上位チームをそれに充てる場合もある（年次の状況により事前に調整）。
2014年までは2種・高校チームとして高校総体県予選優勝校が参加できた。

## 試合方式
- 試合時間は90分。決着しない場合は30分の延長戦、なお未決の場合はPK戦で勝者を決定する[1]。
- 選手の交代は5人、交代回数はハーフタイムを除き3回まで認められる。延長戦突入の場合は交代人数6人、交代回数4回となる[3]。

## 歴代決勝記録
| 回 | 年度 | 優勝                                         | スコア                                       | 準優勝                                       |
| -- | ---- | -------------------------------------------- | -------------------------------------------- | -------------------------------------------- |
| 1  | 1996 | ワールドブリッツ小山（北山杯3位）            | 1-0                                          | 揚茜クラブ（北山杯4位）                      |
| 2  | 1997 | 真岡高校（高校1位）                          | 1-1 aet (PK4-2)                              | 國學院栃木高校（高校2位）                    |
| 3  | 1998 | 栃木SC（北山杯1位）                          | 2-0                                          | 宇都宮大学（北山杯3位）                      |
| 4  | 1999 | 栃木SC（関東）                               | 2-0                                          | 佐野日大高校（高校2位）                      |
| 5  | 2000 | 栃木SC（JFL）                                | 5-1                                          | 佐野日大高校（高校1位）                      |
| 6  | 2001 | 栃木SC（JFL）                                | 1-0                                          | 矢板SC（北山杯1位）                          |
| 7  | 2002 | 栃木SC（JFL）                                | 3-1                                          | 矢板SC（関東）                               |
| 8  | 2003 | 栃木SC（JFL）                                | 6-0                                          | 矢板SC（関東1部）                            |
| 9  | 2004 | 栃木SC（JFL）                                | 2-0                                          | 日立栃木（関東2部）                          |
| 10 | 2005 | 日立栃木（関東2部）                          | 1-0                                          | 矢板SC（関東1部）                            |
| 11 | 2006 | 栃木SC（JFL）                                | 1-0                                          | 日立栃木ウーヴァSC（関東2部）                |
| 12 | 2007 | 栃木SC（JFL）                                | 4-1                                          | 作新学院大学（1種代表）                      |
| 13 | 2008 | 日立栃木ウーヴァSC（関東1部）                | 5-2                                          | 作新学院大学（1種代表）                      |
| 14 | 2009 | ヴェルフェたかはら那須（関東2部）            | 4-1                                          | 作新学院大学（1種代表）                      |
| 15 | 2010 | 栃木ウーヴァFC（JFL）                        | 4-3                                          | ヴェルフェたかはら那須（関東1部）            |
| 16 | 2011 | 栃木ウーヴァFC（JFL）                        | 1-0                                          | ヴェルフェたかはら那須（関東1部）            |
| 17 | 2012 | ヴェルフェたかはら那須（関東1部）            | 2-1                                          | 栃木ウーヴァFC（JFL）                        |
| 18 | 2013 | 栃木ウーヴァFC（JFL）                        | 3-0                                          | ヴェルフェたかはら那須（関東1部）            |
| 19 | 2014 | 栃木ウーヴァFC（JFL）                        | 1-0                                          | ヴェルフェたかはら那須（関東1部）            |
| 20 | 2015 | 栃木ウーヴァFC（JFL）                        | 2-0                                          | ヴェルフェたかはら那須（関東1部）            |
| 21 | 2016 | 栃木ウーヴァFC（JFL）                        | 2-1                                          | ヴェルフェたかはら那須（関東1部）            |
| 22 | 2017 | 栃木ウーヴァFC（JFL）                        | 1-0                                          | 栃木SC（J3）                                 |
| 23 | 2018 | 作新学院大学（1次予選代表）                  | 3-2                                          | 栃木ウーヴァFC（関東1部）                    |
| 24 | 2019 | 栃木シティFC（関東1部）                      | 0-0 aet (PK4-3)                              | FC CASA FORTUNA OYAMA（1次予選代表）         |
| 25 | 2020 | 新型コロナウイルス感染拡大防止のため開催中止 | 新型コロナウイルス感染拡大防止のため開催中止 | 新型コロナウイルス感染拡大防止のため開催中止 |
| 26 | 2021 | 栃木シティFC（関東1部）                      | 1-1 aet (PK5-3)                              | FC CASA FORTUNA OYAMA（社会人代表）          |
| 27 | 2022 | ヴェルフェ矢板（関東2部）                    | 3-3 aet (PK4-3)                              | 栃木シティFC（関東1部）                      |
| 28 | 2023 | 栃木シティFC（関東1部）                      | 8-0                                          | 作新学院大学（関東大学2部）                  |
| 29 | 2024 | 栃木シティ（JFL）                            | 0-0 aet (PK10-9)                             | ヴェルフェ矢板（関東1部）                    |
| 30 | 2025 | 栃木SC（J3）                                 | 2-0                                          | 栃木シティ（J3）                             |

## チーム別成績
| チーム                | 優勝 回数 | 準優勝 回数 | 優勝年度                                                                     | 準優勝年度                                                       |
| --------------------- | --------- | ----------- | ---------------------------------------------------------------------------- | ---------------------------------------------------------------- |
| 栃木シティ※           | 13        | 6           | 2005, 2008, 2010, 2011, 2013, 2014, 2015, 2016, 2017, 2019, 2021, 2023, 2024 | 2004, 2006, 2012, 2018, 2022, 2025                               |
| 栃木SC                | 10        | 1           | 1998, 1999, 2000, 2001, 2002, 2003, 2004, 2006, 2007, 2025                   | 2017                                                             |
| ヴェルフェ矢板※       | 3         | 11          | 2009, 2012, 2022                                                             | 2001, 2002, 2003, 2005, 2010, 2011, 2013, 2014, 2015, 2016, 2024 |
| 作新学院大学          | 1         | 4           | 2018                                                                         | 2007, 2008, 2009, 2023                                           |
| ワールドブリッツ小山  | 1         | 0           | 1996                                                                         |                                                                  |
| 真岡高校              | 1         | 0           | 1997                                                                         |                                                                  |
| 佐野日大高校          | 0         | 2           |                                                                              | 1999, 2000                                                       |
| FC CASA FORTUNA OYAMA | 0         | 2           |                                                                              | 2019, 2021                                                       |
| 揚茜クラブ            | 0         | 1           |                                                                              | 1996                                                             |
| 國學院栃木高校        | 0         | 1           |                                                                              | 1997                                                             |
| 宇都宮大学            | 0         | 1           |                                                                              | 1998                                                             |

- ※前身チームの戦績も含む。